# U2 360º Tour
Lo U2 360º Tour è stato il quindicesimo tour di concerti del gruppo musicale irlandese U2, a supporto del suo dodicesimo album in studio, No Line on the Horizon.
Il nome del tour prende spunto dal design a 360° della struttura del palco, ribattezzato The Claw (artiglio in inglese) a causa della sua forma caratteristica. Per la prima volta gli U2 usano una sponsorizzazione per una loro tournée.
Con un incasso di 736 421 584 $ e un pubblico di 7 272 046 spettatori, lo U2 360º Tour è stato il tour di maggior successo nella storia della musica, record poi superato dal ÷ Tour di Ed Sheeran (2017-2019).

## Tappe e biglietti

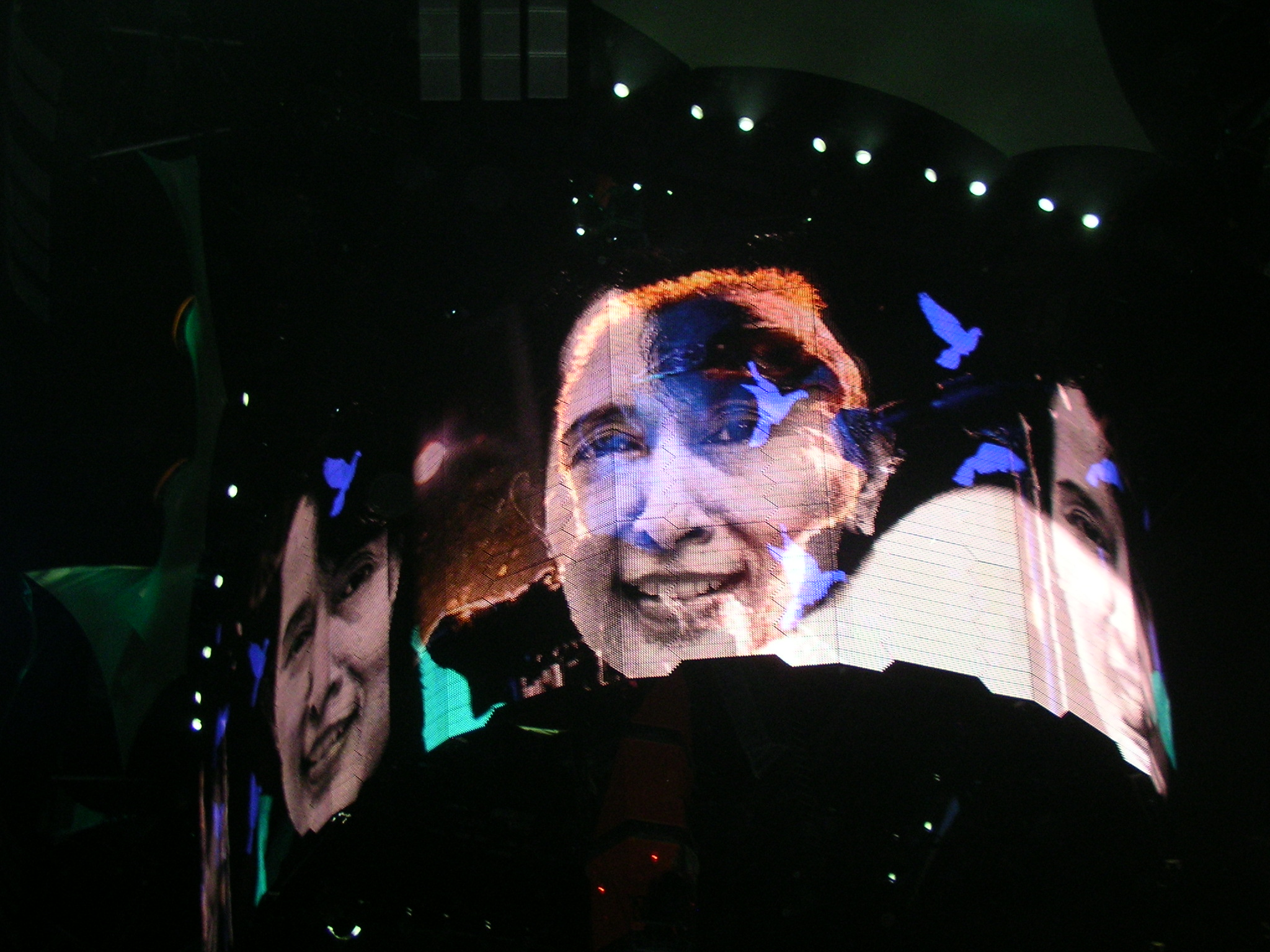
Il volto di Aung San Suu Kyi sul maxi schermo del palco

Il tour è stato annunciato il 9 marzo 2009 ed ha avuto come tappa iniziale, il 30 giugno 2009, il Camp Nou di Barcellona (preceduta il giorno prima dalla "data 0" senza pubblico nello stesso luogo). Il tour ha contato un totale di 110 date. I concerti della prima tappa europea si sono conclusi al Millennium Stadium di Cardiff il 22 agosto 2009. La tappa del Nord America è partita invece dal Soldier Field Stadium di Chicago il 12 settembre 2009 per concludersi al BC Place Stadium di Vancouver il 28 ottobre.
Il manager del gruppo Paul McGuinness si era detto ansioso a proposito della vendita dei biglietti che poteva essere influenzata della crisi economica accorsa tra il 2008 e il 2009. Anche il batterista Larry Mullen Jr. in un'intervista aveva dichiarato: "Faremo il tutto esaurito? Chi lo sa. La situazione economica avrà la sua influenza? È probabile, ma questo non ci fermerà". I risultati hanno poi fugato ogni dubbio e le richieste, specialmente per le date europee, sono state molto alte. Le date di Barcellona, Milano, Göteborg e Amsterdam si sono esaurite in poche ore tanto da rendersi necessaria l'aggiunta di una seconda data. In particolare per la tappa olandese i circa 60 000 biglietti messi in vendita sono andati in fumo in un quarto d'ora, alla media di 67 biglietti al secondo. Per la data catalana invece più di 90 000 tagliandi sono stati venduti in 54 minuti. Si è calcolato che nel giro di 7 ore sono stati acquistati 650 000 tagliandi.
Per la prima volta nella storia della band, gli U2 hanno tenuto dei concerti in Croazia e sono state previste anche delle prime tappe in Russia e in Turchia.
Dopo la morte di Michael Jackson, il tour è stato dedicato proprio al re del pop, e lo stesso Bono durante molte tappe non ha mancato di intonare alcuni snippet di canzoni come Man in the Mirror e Don't Stop 'Til You Get Enough. La tournée è stata dedicata anche alla leader birmana Aung San Suu Kyi. Non a caso infatti nella scaletta è ricomparsa Walk On, brano ispirato proprio al Premio Nobel per la pace del 1991.
Tra settembre e ottobre 2009 sono state annunciate nuove date che avvisavano del ritorno del gruppo dublinese negli stadi del Nord America tra maggio e luglio 2011 e in quelli europei tra agosto e ottobre in molte città che non sono state toccate dalle prime tappe come Miami, Montréal, Philadelphia, Denver, Vienna, Bruxelles, Atene e Monaco di Baviera.
La seconda tappa europea è partita dallo Stadio Olimpico di Torino il 6 agosto (per l'occasione gli U2 hanno stazionato per due settimane in città, necessitando di ulteriori prove dopo l'annullamento della second tappa negli Stati Uniti) per concludersi sempre in Italia allo Stadio Olimpico di Roma l'8 ottobre. La seconda tappa nordamericana invece ha subito uno slittamento di un anno a causa dell'infortunio di Bono e quindi ha avuto inizio al Invesco Field at Mile High di Denver il 21 maggio 2011 per terminare a Pittsburgh il 26 luglio. Anche in questo caso la richiesta di biglietti è stata molto alta tanto da costringere gli organizzatori a raddoppiare le date in alcune città.
Il 23 novembre 2009 è stata poi annunciata la partecipazione degli U2 al Festival di Glastonbury, che si è tenuta il 25 giugno 2010, tappa anche questa annullata a causa dell'infortunio di Bono. Gli U2 che avevano anche scritto una nuova canzone apposta per il festival (che è stata presentata poi in anteprima a Torino).
Durante la seconda tappa europea sono state poi annunciate altre date che toccheranno il continente oceanico, in Messico e in Sudafrica, dal quale mancavano dai tempi del PopMart Tour. Gli U2 inoltre hanno fatto ritorno in Nuova Zelanda, Australia, Cile, Argentina e Brasile.

## L'infortunio di Bono e il rinvio della seconda tappa americana
Il 21 maggio 2010 sul sito ufficiale della band è apparsa la notizia che Bono si è dovuto operare d'urgenza per problemi alla schiena sorti durante la preparazione fisica pre-tour. I medici, al rientro di Bono in Irlanda, hanno poi riferito che il cantante ha sofferto della compressione del nervo sciatico con un distaccamento del nervo del disco di 8 mm. Inoltre una scheggia dell'osso si era infilata nel condotto spinale. A seguito di questa diagnosi è stata consigliata l'operazione d'urgenza.
Per questi motivi i tempi di recupero sono stati stimati in otto settimane di tempo. Inevitabile dunque la posticipazione dell'intera seconda tappa americana (compresa la partecipazione al Glastonbury Festival) che sarebbe dovuta partire il 3 giugno da Salt Lake City e concludersi a New York il 19 luglio 2010. La tappa è stata poi recuperata nel 2011.

## Il design del palco

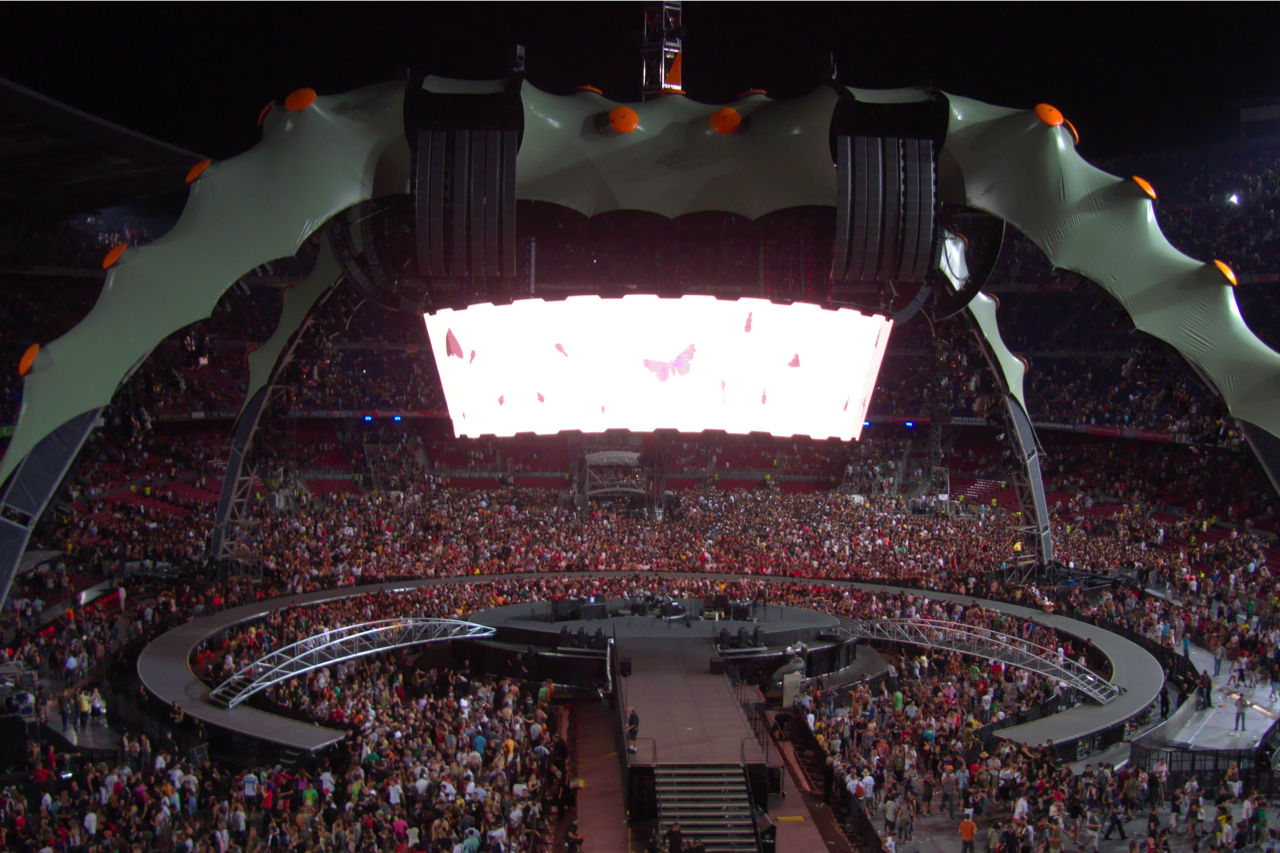
The Claw alla fine di un concerto a Barcellona

Il progetto del palco è stato realizzato da Willie Williams che lavora con gli U2 dal 1982. Lo stage è posizionato più verso il centro dei campi da gioco rispetto alla consueta posizione, sfruttando la concezione del palco al centro introdotta per la prima volta da Claudio Baglioni nel 1991. Il palco ha una base larga 56 metri e il pennacchio centrale si estende in altezza fino a 50 metri. La struttura, interamente d'acciaio, non ha un fronte e un retro ben definiti ed è completamente circondato dagli spettatori. Questo ha consentito un aumento di circa il 15/20% della capacità degli stadi scelti per i concerti poiché anche il lato dove si "appoggia" il palco (che solitamente rimane vuoto) può ospitare degli spettatori.

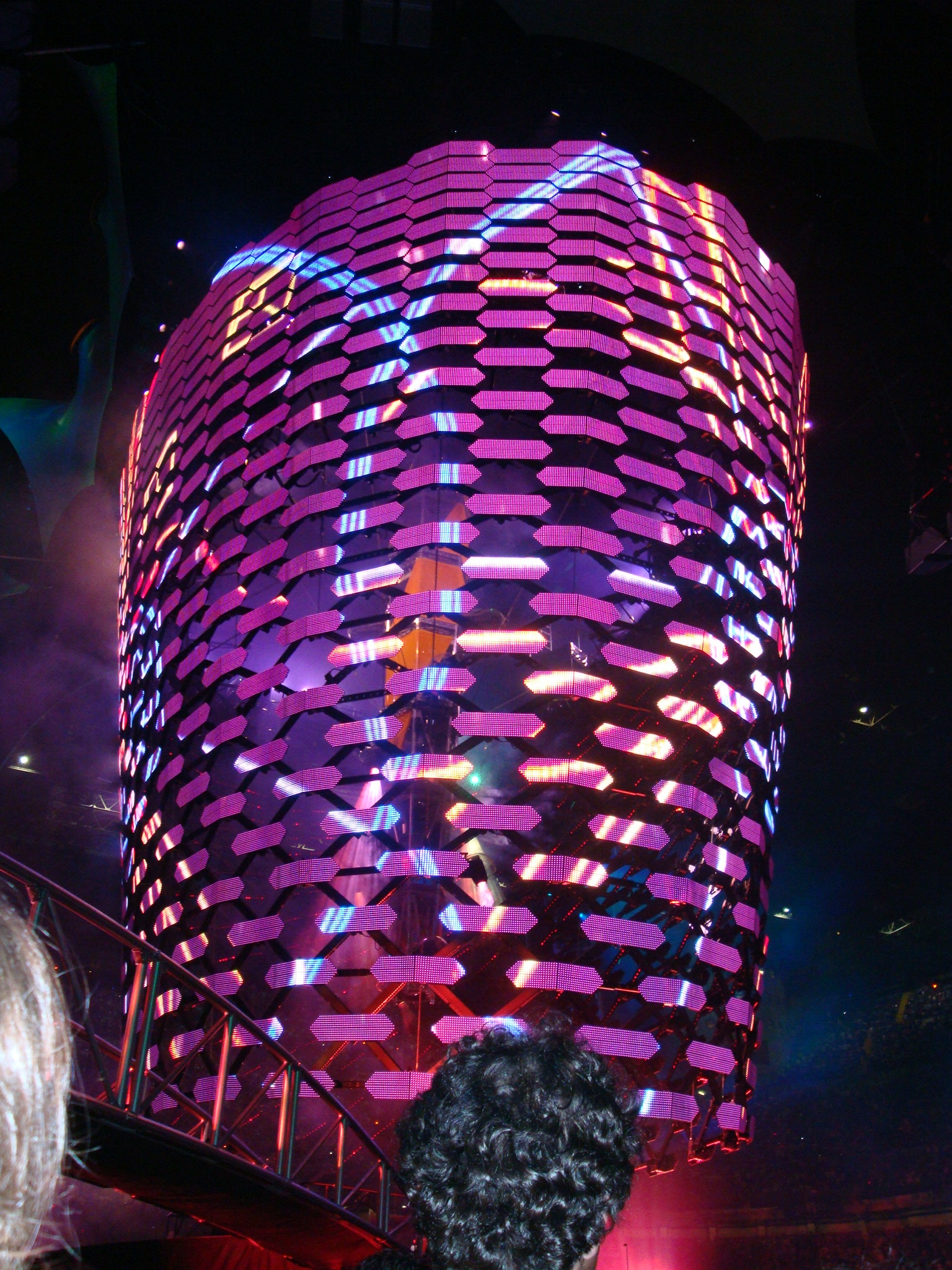
Il maxi schermo "dilatato" durante The Unfogettable Fire

 Per molti anni Williams ha pensato ad una configurazione a 360° del palco e i primi schizzi furono presentati alla fine del Vertigo Tour nel 2006. The Claw si rifà alla forma del Theme Building dell'Aeroporto internazionale di Los Angeles. Bono, in un'intervista concessa prima dell'inizio del tour, ha dichiarato come The Claw prendesse spunto anche dalla Sagrada Família di Barcellona. Come tale chiesa, progettata da Antoni Gaudí, vuole essere un simbolo per la venerazione, così anche tale struttura vuole essere, come la musica, un inno verso Dio e le persone a cui teniamo. In un'altra intervista Williams ha invece riferito: "La band sarà posizionata sul palmo della mano degli spettatori".
Il palco sul quale staziona la band, è circondato da una passerella circolare raggiungibile tramite due ponticelli mobili. Il tutto è sormontato da un maxischermo circolare (dal peso di 54 tonnellate) ad alta definizione, che all'occasione può anche allungarsi e abbassarsi creando uno spettacolare effetto scenico. Lo stesso maxischermo è composto da 500 000 pixel, 320 000 elementi di fissaggio, 30 000 cavi e 150 000 parti meccaniche. Ogni lato dell'artiglio ha un proprio sistema di casse e più 72 subwoofer separati. Al centro, un grande pennacchio dove sono posizionate diverse luci e una palla da discoteca alla sua estremità superiore (quest'ultima non fu utilizzata nel concerto di Dallas a causa del maxi schermo appeso al centro del Cowboys Stadium).
Per trasportare l'intero palco sono necessari 98 camion. I costi di produzione si aggirano attorno ai 750 000 dollari al giorno, esclusa la costruzione del palco.
"Può sembrare paradossale, ma la struttura gigantesca che ci accompagna in questo tour serve per creare più intimità tra noi e il pubblico. Una struttura aperta e circolare come The Claw ci consente di diffondere la musica in tutte le direzioni. Così l'energia continua a girare vorticosamente senza barriere", ha detto Bono in una dichiarazione.

## La scaletta

### Le prime due tappe

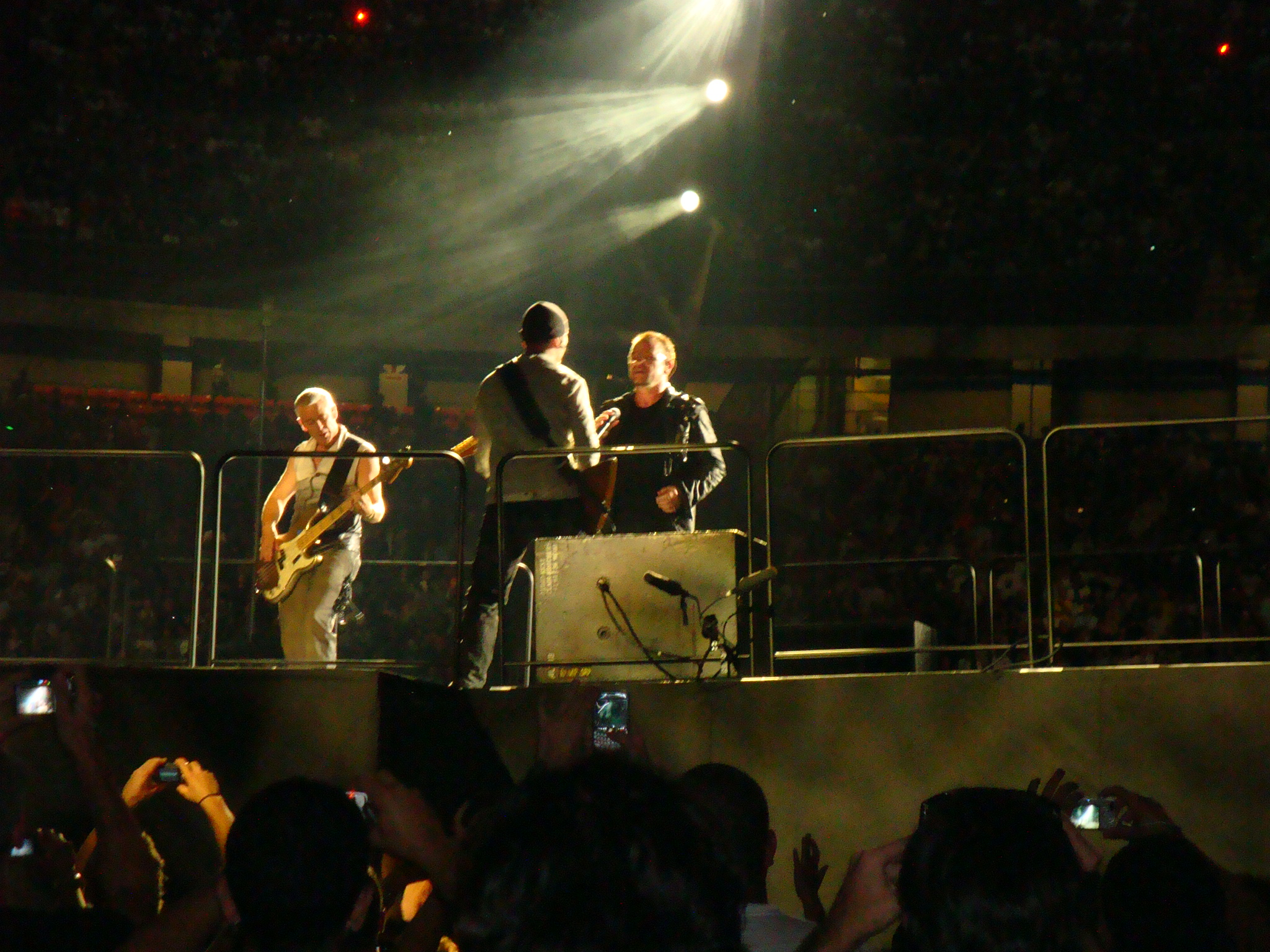
Un momento del primo concerto di Milano

Nelle prime due tappe del tour la scaletta variava tra le 22 e le 24 canzoni a serata. Dopo l'intro composto da Space Oddity di David Bowie e da Soon degli stessi U2, la maggior parte dei concerti iniziano con il quartetto composto da Breathe (in apertura), No Line on the Horizon, Get on Your Boots e Magnificent (tutte canzoni dell'ultimo album della band) seguite da Beautiful Day. Solo nel secondo concerto di Boston il 21 settembre 2009, il concerto si è aperto con Magnificent, Breathe completamente esclusa dalla scaletta e Beautiful Day spostata come ottava canzone.
Da How to Dismantle an Atomic Bomb sono state confermate Vertigo e City of Blinding Lights. Da segnalare il ritorno costante di MLK e Walk On, che di solito concludono la prima parte del concerto, di The Unforgettable Fire (dedicata spesso a Stephen Gately dei Boyzone dopo la sua morte), storico brano che non veniva più suonato ormai da molti anni, di Ultra Violet (Light My Way) e di In a Little While (saltata solo in poche date). Tra i pezzi storici, gli U2 hanno talvolta riproposto anche Angel of Harlem, Desire e Bad. Inoltre da Achtung Baby sono state poi "ripescate" Mysterious Ways e Until the End of the World.
Oltre alle quattro già citate da No Line on the Horizon, sono state suonate anche Unknown Caller (durante il ritornello sul maxi-schermo appariva il testo della canzone creando un karaoke da stadio), I'll Go Crazy If I Don't Go Crazy Tonight in versione remix (con il batterista Larry Mullen Jr. che cammina sulla passerella circolare del palco suonando un djembe) e Moment of Surrender che ha sempre segnato la fine dei concerti. L'unica volta che I'll Go Crazy If I Don't Go Crazy Tonight è stata riproposta nella versione classica è stato durante il secondo concerto di Barcellona tenutosi il 2 luglio 2009, poiché vennero effettuate le riprese per il videoclip.

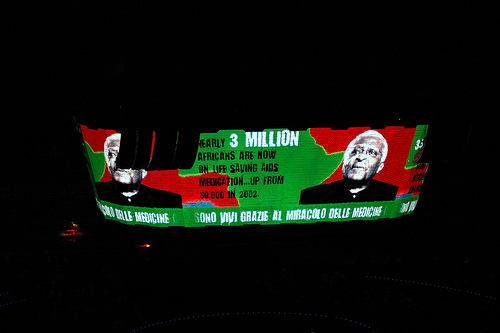
Desmond Tutu sul maxischermo

Nella seconda parte della tappa statunitense il quartetto iniziale è stato poi scomposto, spostando più avanti Magnificent e No Line on the Horizon. Allo stesso tempo, Unknown Caller spesso è stata tolta dalla setlist delle tappe centrali della prima tappa nordamericana. Nel corso di Sunday Bloody Sunday venivano mostrate alcune scritte in farsi, in onore delle proteste dei manifestanti iraniani in occasione delle elezioni presidenziali tenutesi nel loro Paese nel 2009.
Durante la prima pausa, invece, sul maxi schermo veniva proiettato un video dell'arcivescovo sudafricano Desmond Tutu, divenuto famoso per il suo grande impegno contro l'apartheid nel suo Paese. Tra le novità inserite in scaletta da segnalare anche Trash, Trampoline and the Party Girl (dedicata alla figlia di Bono, Memphis Eve Hewson, in occasione del suo 18º compleanno nella prima data milanese), le prime volte live di Electrical Storm (in alcune date europee) e Your Blue Room (in alcuni concerti negli States). Nei "bis" (oltre alle già citate Ultra Violet (Light My Way) e Moment of Surrender) sono state sempre eseguite One, Where the Streets Have No Name e With or Without You.
Nella seconda tappa Elevation e Stuck in a Moment You Can't Get Out Of hanno fatto il loro ingresso quasi permanente in scaletta (a differenza della prima in cui sono state suonate solo in alcuni show), mentre Pride (In the Name of Love), la canzone più suonata dal vivo dagli U2, è stata quasi sempre esclusa.
Durante alcuni concerti inoltre gli U2 hanno effettuato un collegamento con gli astronauti della Stazione spaziale internazionale. Nello show di Tampa del 9 ottobre 2009 il gruppo si è collegato anche con Guy Laliberté, padre del Cirque du Soleil, che in quel momento si trovava in orbita come turista spaziale.
Nelle prime due tappe dunque non tutte le canzoni di No Line on the Horizon hanno trovato spazio in scaletta, in particolare Stand Up Comedy, Fez – Being Born, White as Snow e Cedars of Lebanon.

### La terza, quarta e quinta tappa

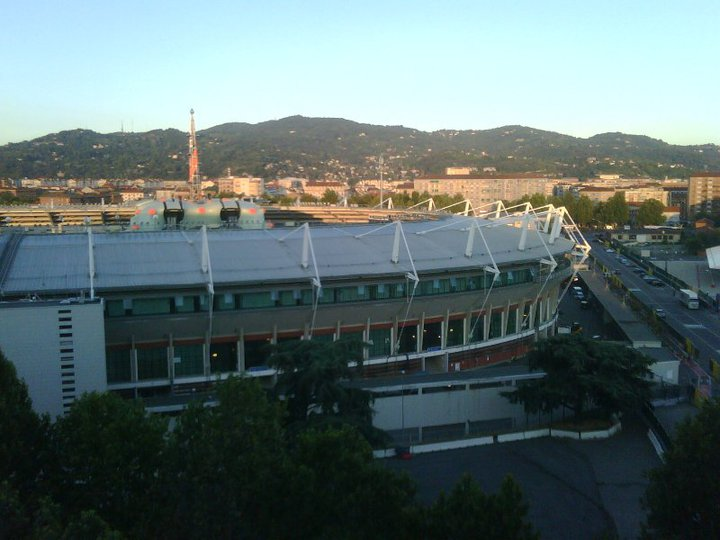
Il palco che spunta dallo Stadio Olimpico di Torino, teatro di due settimane di prove e del concerto tenuto il 6 agosto 2010

La ripresa del tour da Torino ad agosto 2010, ha visto gli U2 rivisitare in parte la scaletta utilizzata nelle prime due tappe. Il concerto infatti inizia con una nuova introduzione chiamata The Return of the Stingray Guitar seguita da Beautiful Day, che quindi ha sostituito Breathe come apertura del concerto. Sempre nella prima parte sono poi stati inseriti due inediti: North star in versione acustica (canzone registrata nel periodo risalente ad How to Dismantle an Atomic Bomb e suonata solo in poche date) e Glastonbury, brano che era stato scritto proprio per l'omonimo festival. Dalla data di Francoforte in poi è rientrata New Years Day.
La seconda parte del concerto è stata invece quasi del tutto confermata, con la sola eccezione di Miss Sarajevo al posto di Unknown Caller e Hold me, Thrill me, Kiss me, Kill me (assente dai tempi PopMart Tour) al posto di Ultraviolet (Light My Way). Oltre a quelle già suonate nella prime due tappe, non è stata invece ripresa nessun'altra canzone dall'album No Line on the Horizon.
Nella seconda data nella città di Helsinki, si registrano diversi cambiamenti: al posto di New Years Day, fa il suo debutto nel tour I Will Follow, storico pezzo dell'album Boy; viene poi ripreso il brano No Line on the Horizon, assente dalla fine della seconda tappa, rivisitato in chiave semiacustica. Il concerto di Helsinki fa anche registrare l'esecuzione di un terzo inedito: Every Breaking Wave, che comparirà poi nell'album Songs of Innocence; da segnalare anche il ritorno in scaletta di Pride che sostituisce Sunday Bloody Sunday.
Un'altra sorpresa è rappresentata da Mercy (brano inciso durante le session di How to Dismantle an Atomic Bomb, ma finora non inserito in nessun album) e suonato dal vivo per la prima volta nella seconda data di Zurigo.
A partire dai concerti in Oceania, è stata inoltre ripescata Scarlet, la quale non veniva suonata dal 1981. Il brano ha sostituito MLK prima di Walk On.
A partire dalle date in sudamerica, gli U2 hanno aperto il concerto con Even better then the real thing, suonata con un nuovo arrangiamento, diverso dalle versioni live proposte durante lo ZooTv Tour o il PopMart Tour, mentre a San Paolo hanno fatto il loro ritorno Out of control e soprattutto Zooropa, brano d'apertura dell'omonimo album suonata dal vivo solo tre volte e che non veniva eseguita da 18 anni. Dall'album Achtung baby è stata anche ripescata The Fly, mentre l'ultima data del tour a Moncton è stata chiusa da 40, anziché da Moment of surrender.
Di seguito, l'evoluzione della scaletta nei due anni di tour, prendendo in esame il primo concerto, l'ultimo della third leg (Europa 2010) e l'ultimo. In grassetto le canzoni suonate da No Line On The Horizon, album di lancio del tour.
| Barcellona, 30 giugno 2009                 | Roma, 8 ottobre 2010                       | Moncton, 30 luglio 2011                    |
| ------------------------------------------ | ------------------------------------------ | ------------------------------------------ |
| Breathe                                    | Return Of The Stringray Guitar             | Even Better Than The Real Thing            |
| No Line On The Horizon                     | Beautiful Day                              | The Fly                                    |
| Get On Your Boots                          | I Will Follow                              | Mysterious Ways                            |
| Magnificent                                | Get On Your Boots                          | Until The End Of The World                 |
| Beautiful Day                              | Magnificent                                | I Will Follow                              |
| I Still Haven't Found What I'm Looking For | Mysterious Ways                            | Get On Your Boots                          |
| Angel Of Harlem                            | Elevation                                  | I Still Haven't Found What I'm Looking For |
| In A Little While                          | Until The End Of The World                 | Stay (Faraway, So Close!)                  |
| Unknown Caller                             | I Still Haven't Found What I'm Looking For | Beautiful Day                              |
| The Unforgettable Fire                     | Bad                                        | Elevation                                  |
| City Of Blinding Lights                    | Mercy                                      | Pride (In The Name Of Love)                |
| Vertigo                                    | In A Little While                          | Miss Sarajevo                              |
| I'll Go Crazy If I Don't Go Crazy Tonight  | Miss Sarajevo                              | Zooropa                                    |
| Sunday Bloody Sunday                       | City Of Blinding Lights                    | City Of Blinding Lights                    |
| Pride (In The Name Of Love)                | Vertigo                                    | Vertigo                                    |
| MLK                                        | I'll Go Crazy If I Don't Go Crazy Tonight  | I'll Go Crazy If I Don't Go Crazy Tonight  |
| Walk On                                    | Sunday Bloody Sunday                       | Sunday Bloody Sunday                       |
| Where The Streets Have No Name             | MLK                                        | Scarlet                                    |
| One                                        | Walk On                                    | Walk On                                    |
| Ultraviolet (Light My Way)                 | One                                        | One                                        |
| With Or Without You                        | Where The Streets Have No Name             | Where The Streets Have No Name             |
| Moment Of Surrender                        | Hold Me, Thrill Me, Kiss Me, Kill Me       | Hold Me, Thrill Me, Kiss Me, Kill Me       |
|                                            | With Or Without You                        | With Or Without You                        |
| Moment Of Surrender                        | Moment Of Surrender                        |                                            |
|                                            | Out Of Control                             |                                            |
| 40                                         |                                            |                                            |

### Canzoni suonate[25]
| Boy (1980)                             | I Will Follow (42) - Out Of Control (6) |
| October (1981)                         | Scarlet (44) |
| War (1983)                             | Sunday Bloody Sunday (108) - New Year's Day (29) - 40 (1) |
| The Unforgettable Fire (1984)          | Pride (In The Name Of Love) (65) - MLK (63) - The Unforgettable Fire (46) - Bad (13) |
| The Joshua Tree (1987)                 | Where The Streets Have No Name (110) - With Or Without You (109) - I Still Haven't Found What I'm Looking For (96) - One Tree Hill (4) - Mothers Of The Disappeared (3)                     |
| Rattle And Hum (1988)                  | All I Want Is You (12) - Desire (9) - Angel Of Harlem (8) - Love Rescue Me (4) |
| Achtung Baby (1991)                    | One (110) - Mysterious Ways (93) - Until The End Of The World (82) - Ultraviolet (Light My Way) (64) - Even Better Than The Real Thing (31) - The Fly (14)                                  |
| Zooropa (1993)                         | Stay (Faraway, So Close!) (29) - Zooropa (27) - The Wanderer (1) |
| Original Soundtracks 1 (1995)          | Miss Sarajevo (66) - Your Blue Room (7) |
| Pop (1997)                             | |
| All That You Can't Leave Behind (2000) | Beautiful Day (110) - Walk On (110) - Elevation (94) - In A Little While (50) - Stuck In A Moment You Can't Get Out Of (36)                                                                 |
| How To Dismantle An Atomic Bomb (2004) | City Of Blinding Lights (110) - Vertigo (110) |
| No Line On The Horizon (2009)          | I'll Go Crazy If I Don't Go Crazy Tonight (111) - Get On Your Boots (110) - Moment Of Surrender (108) - Magnificent (96) - No Line On The Horizon (44) - Breathe (43) - Unknown Caller (34) |
| Non-album singles                      | Hold Me, Thrill Me, Kiss Me, Kill Me (46) - Electrical Storm (3) |
| B-sides                                | Party Girl (2) - Spanish Eyes (1) |
| Inediti                                | Return Of The Stingray Guitar (33) - North Star (15) - Mercy (10) - Glastonbury (7) - Every Breaking Wave (3) - Boy Falls From The Sky (1)                                                  |
| Cover                                  | Stand By Me (4) - Knockin' On Heaven's Door (1) - She's The One (1) - Solo Le Pido A Dios (1) - The Auld Triangle (1) - Das Model (1) - Yiğidim Aslanım Burda Yatıyor (1)                   |

### La coreografia di Roma

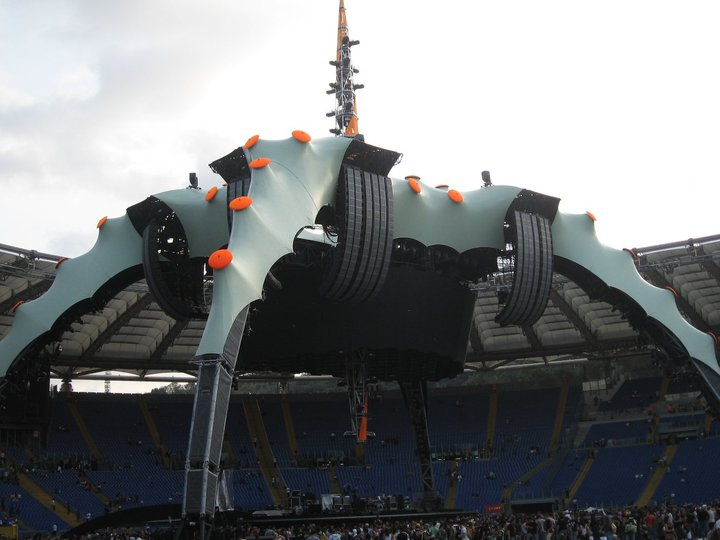
Il palco allo Stadio Olimpico di Roma

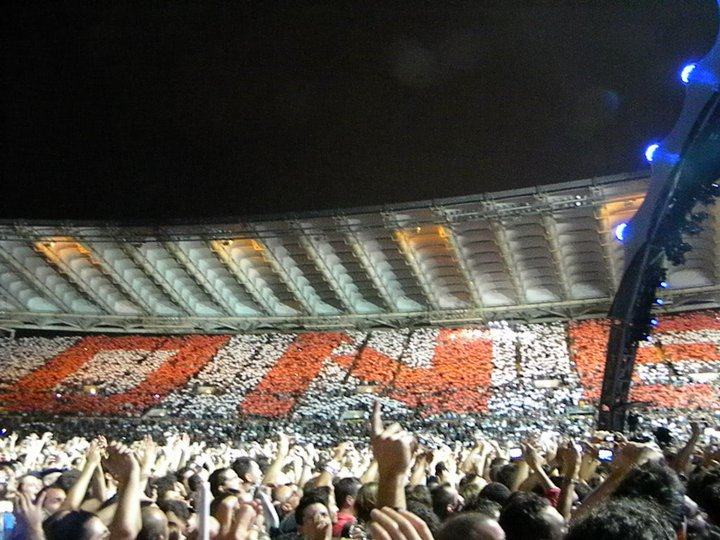
La gigantesca coreografia in tribuna Tevere

Come detto in precedenza, la terza tappa del tour si è conclusa allo Stadio Olimpico di Roma l'8 ottobre 2010. Per l'occasione il forum italiano U2Place ha organizzato una grandissima coreografia che ha coinvolto i 3/4 dello stadio. Con l'utilizzo oltre 50 000 cartoncini colorati infatti in curva nord è stata riprodotta la bandiera italiana, in curva sud quella irlandese, mentre in tribuna Tevere è stata realizzata una gigantesca scritta One.
La coreografia è stata poi riprodotta durante la canzone I Still Haven't Found What I'm Looking For e la band intera, specialmente Bono, è apparsa visibilmente commossa nel vedere ciò che i fan erano riusciti a fare. I quattro irlandesi si sono guardati attorno quasi smettendo di cantare e suonare e prima di riprendere, il frontman degli U2 ha esclamato: "Viva l'Italia", scatenando il tripudio dei 75 000 spettatori dell'Olimpico. Per l'occasione anche il sito ufficiale U2.com ha voluto rendere omaggio alla coreografia con un video, intitolandolo proprio Viva Italia.
La scelta di eseguire la coreografia durante quella canzone è motivata dal fatto che solitamente prima di eseguirla, la band effettua una piccola pausa, durante la quale Bono presenta i componenti del gruppo. Inoltre al via della canzone, il pubblico è solito intonare la prima strofa assieme al resto della band.

## Formazione

### U2
- Bono - voce, chitarra, armonica a bocca
- The Edge - chitarra, tastiere, cori, basso (40)
- Adam Clayton - basso, chitarra (40)
- Larry Mullen Jr. - batteria, percussioni, djembe; cori aggiuntivo in Moment of Surrender e Unknown Caller

## Il discorso di Desmond Tutu
Come accennato prima, durante la prima pausa della band, sul maxi schermo viene proiettato un discorso dell'arcivescovo Desmond Tutu, che pronuncia le seguenti parole:
(Desmond Tutu)

## Record e riconoscimenti
Proprio grazie alla conformazione a 360° del palco, il gruppo ha potuto riempire gli stadi in ogni loro settore, compresi quelli dove solitamente viene "appoggiato" il palco stesso e che quindi rimangono vuoti. In questo modo gli U2 nelle prime due tappe del tour hanno battuto numerosi record di presenze negli stadi per un concerto musicale, come per esempio a Milano (con oltre 153 000 spettatori nei due concerti, di cui 77 000 nella prima data), Parigi (con quasi 187 000 paganti nei due show), Barcellona (oltre 91 000 spettatori a sera), Berlino (con 88 265 partecipanti) e New York (con 84 472) paganti. Al termine del concerto nella Grande Mela, Bono ha dichiarato: "Abbiamo battuto il record di spettatori in questa struttura (il Giants Stadium)" e poi scherzando ha aggiunto: "Abbiamo fatto più del Papa," riferendosi al precedente primato che apparteneva a Giovanni Paolo II.
Con il concerto di Los Angeles, al Rose Bowl di Pasadena, gli U2 hanno anche battuto il record assoluto di spettatori per un concerto in uno stadio negli Stati Uniti. In quell'occasione infatti, la band ha raccolto 97 014 spettatori, battendo primato che apparteneva a loro stessi (86 145 paganti al John F. Kennedy Stadium di Philadelphia nel 1987) risalente a molti anni prima. Altri sono stati i record battuti nelle prime due tappe e in generale tutte le date sono risultate sold out (comprese le tappe negli stadi nordamericani) con una media incassi di 7 082 676 dollari a sera per 69 802 spettatori. E anche quest'ultimo dato rappresenta un record.
A consacrazione del successo del tour è arrivato anche il premio come Best Live Act agli MTV Europe Music Awards tenutisi a Berlino il 5 novembre 2009.
Secondo Billboard inoltre dopo la seconda data a San Paolo in Brasile (quindi con molte altre date in calendario), il 360º Tour è diventata la tournée più redditizia di tutti i tempi, battendo il precedente record che apparteneva al A Bigger Bang Tour dei Rolling Stones. Sempre secondo Billboard è stato calcolato che il tour è stato visto da 7 268 430 milioni di spettatori, con una media di oltre 66 000 spettatori a sera e per un incasso totale di 736 137 344 dollari., divenendo così il tour con i maggiori incassi di sempre, record poi superato dal ÷ Tour di Ed Sheeran (2017-2019).

## Tour su YouTube e DVD

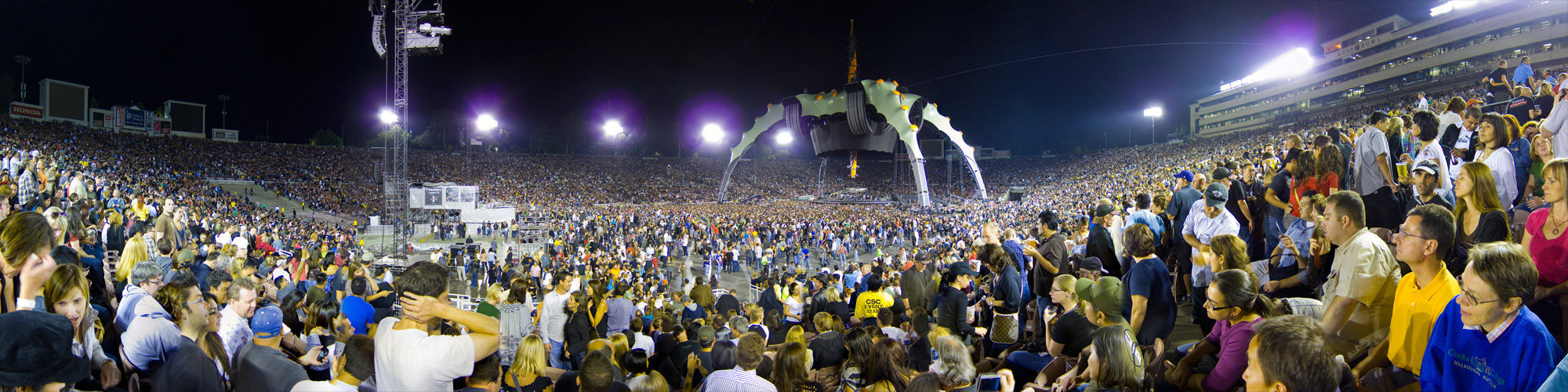
Panoramica del Rose Bowl

Il concerto del 25 ottobre 2009 a Los Angeles, al Rose Bowl di Pasadena, è stato trasmesso in streaming su YouTube, evento inedito della storia della musica rock. Il manager degli U2 Paul McGuinness ha dichiarato: "Era da molto tempo che la band aveva intenzione di fare una cosa del genere. Dal momento che filmeremo il concerto di Los Angeles, questa è una grande opportunità per estendere la festa al di là dello stadio. I fan hanno viaggiato per lunghe distanze per vedere gli U2, questa volta sarà la band ad andare da loro". Inoltre, come detto dallo stesso McGuinness, il concerto è stato filmato per l'uscita di un DVD che è uscito nei negozi il 7 giugno 2010 con il titolo U2 360° at the Rose Bowl. Il regista è Tom Krueger.
Assieme ai Black Eyed Peas (che hanno fatto da apripista in questa data) sul palco è salito anche il chitarrista Slash per suonare Sweet Child o' Mine. Al concerto ha poi assistito anche l'astronauta Buzz Aldrin, secondo uomo a mettere piede sulla Luna.
"Che ora è nel mondo e dove stiamo andando?", ha chiesto Bono durante lo show. Circa 10 milioni di utenti si sono collegati al canale ufficiale della band da dove è stato trasmesso il concerto in 188 Paesi del mondo, con 70 000 commenti e 5 000 voti di gradimento durante le circa due ore e un quarto di diretta (che in Italia c'è stata a partire dalle 4.30 del mattino). Successivamente lo streaming del concerto è stato caricato interamente come un normale video sullo stesso YouTube ed è stato visionato da oltre 2 milioni e mezzo di persone nelle due settimane in cui il video è stato lasciato on-line per intero.

### La scaletta del concerto
- Breathe
- Get on Your Boots
- Magnificent
- Mysterious Ways
- Beautiful Day / In God's Country (snippet) / God Only Knows (snippet) / The Maker (snippet)
- I Still Haven't Found What I'm Looking For / Stand By Me (snippet)
- Stuck In a Moment You Can't Get Out Of
- No Line on the Horizon
- Elevation
- In a Little While
- Unknown Caller
- Until the End of the World
- The Unforgettable Fire
- City of Blinding Lights
- Vertigo / It's Only Rock 'n' Roll (But I Like It) (snippet)
- I'll Go Crazy If I Don't Go Crazy Tonight (remix) / Two Tribes (snippet)
- Sunday Bloody Sunday
- MLK
- Walk On / You'll Never Walk Alone (snippet)

encore(s):
- One / Amazing Grace (snippet)
- Where the Streets Have No Name
- Ultra Violet (Light My Way)
- With or Without You
- Moment of Surrender[36]

## Album dal vivo
Ad ottobre 2011, è stata annunciata la realizzazione di un album dal vivo, intitolato U22. Il disco racchiude 22 tracce tratte da varie date del tour votate dagli iscritti del sito ufficiale della band, e la distribuzione è stata riservata solamente a questi ultimi.
Verso la fine del 2012 è stato annunciato un secondo album dal vivo, intitolato From the Ground Up - Edge's Picks from U2360°. Il disco contiene 15 canzoni (più 5 bonus) selezionate da The Edge. L'album è in allegato alla raccolta di foto del tour From the Ground Up.

## Curiosità
- Durante il concerto di Milano del 7 luglio 2009, Bono invitò tutto il pubblico a fare gli auguri di buon compleanno a sua figlia Eve, che proprio quel giorno diventava maggiorenne, dedicandole un corale Happy birthday! e la canzone Party Girl.
- Durante lo show di Berlino del 18 luglio 2009, tre ragazzi del pubblico vennero invitati sul palco a suonare Angel of Harlem.
- Durante lo spettacolo di Sheffield del 20 agosto 2009, Bono, The Edge e il pubblico cantarono Happy birthday! per il designer Willie Williams, creatore del palco del tour e storico collaboratore della band.
- La tappa di East Rutherford del 23 settembre 2009 era inizialmente prevista per il 25 settembre. Lo spostamento si dovette all'anticipazione di una partita dei New York Jets. Durante questa data, in occasione del 60º compleanno di Bruce Springsteen, la band eseguì She's the One dello stesso Springsteen.[37]
- Durante il concerto di Vancouver, il gruppo ha cantato Happy birthday! per Bill Gates.
- Per le date di Montréal del 16 e 17 luglio 2010, gli U2 hanno contribuito con 3 milioni di dollari per costruire uno stadio temporaneo all'Hippodrome de Montréal, luogo in cui si tenne il concerto.[38]
- Durante la tappa di Torino, la band ha cantato Happy birthday! a The Edge per i suoi 49 anni.

## Artisti d'apertura
La seguente lista rappresenta il numero correlato agli artisti d'apertura nella tabella delle date del tour.
- Snow Patrol = 1
- Kaiser Chiefs = 2
- Glasvegas = 3
- Damien Dempsey = 4
- Republic of Loose = 5
- Bell X1 = 6
- The Script = 7
- The Hours = 8
- Elbow = 9
- Muse = 10
- The Black Eyed Peas = 11
- Kasabian = 12
- Razorlight = 13
- OneRepublic = 14
- Aviv Geffen = 15
- Interpol = 16
- Jay-Z = 17
- Springbok & Nude Girls = 18
- Amadou & Mariam = 19
- The Fray = 20
- Lenny Kravitz = 21
- Florence and the Machine = 22
- Reeve Carney = 23
- Arcade Fire = 24

## Date
| Data              | Città                | Stato         | Luogo                         | Artisti d'apertura | Biglietti (venduti / disponibili) | Incasso      |
| Europa            | Europa               | Europa        | Europa                        | Europa             | Europa                            | Europa       |
| ----------------- | -------------------- | ------------- | ----------------------------- | ------------------ | --------------------------------- | ------------ |
| 30 giugno 2009    | Barcellona           | Spagna        | Camp Nou                      | 1                  | 182.055 / 182.055                 | $19.825.497  |
| 2 luglio 2009     | Barcellona           | Spagna        | Camp Nou                      | 1                  | 182.055 / 182.055                 | $19.825.497  |
| 7 luglio 2009     | Milano               | Italia        | Stadio Giuseppe Meazza        | 1                  | 153.806 / 153.806                 | $15.168.799  |
| 8 luglio 2009     | Milano               | Italia        | Stadio Giuseppe Meazza        | 1                  | 153.806 / 153.806                 | $15.168.799  |
| 11 luglio 2009    | Saint-Denis          | Francia       | Stade de France               | 2                  | 186.544 / 186.544                 | $20.902.760  |
| 12 luglio 2009    | Saint-Denis          | Francia       | Stade de France               | 2                  | 186.544 / 186.544                 | $20.902.760  |
| 15 luglio 2009    | Nizza                | Francia       | Stadio Charles Ehrmann        | 1                  | 55.641 / 55.641                   | $6.261.208   |
| 18 luglio 2009    | Berlino              | Germania      | Stadio Olimpico               | 1                  | 88.265 / 88.265                   | $9.169.830   |
| 20 luglio 2009    | Amsterdam            | Paesi Bassi   | Amsterdam ArenA               | 1                  | 125.866 / 125.866                 | $12.583.998  |
| 21 luglio 2009    | Amsterdam            | Paesi Bassi   | Amsterdam ArenA               | 1                  | 125.866 / 125.866                 | $12.583.998  |
| 24 luglio 2009    | Dublino              | Irlanda       | Croke Park                    | 3 ; 4              | 243.198 / 243.198                 | $28.815.352  |
| 25 luglio 2009    | Dublino              | Irlanda       | Croke Park                    | 2 ; 5              | 243.198 / 243.198                 | $28.815.352  |
| 27 luglio 2009    | Dublino              | Irlanda       | Croke Park                    | 6 ; 7              | 243.198 / 243.198                 | $28.815.352  |
| 31 luglio 2009    | Göteborg             | Svezia        | Ullevi                        | 1                  | 119.297 / 119.297                 | $11.047.995  |
| 1º agosto 2009    | Göteborg             | Svezia        | Ullevi                        | 1                  | 119.297 / 119.297                 | $11.047.995  |
| 3 agosto 2009     | Gelsenkirchen        | Germania      | Veltins-Arena                 | 1                  | 73.704 / 73.704                   | $7.292.826   |
| 6 agosto 2009     | Chorzów              | Polonia       | Stadio della Slesia           | 1                  | 75.180 / 75.180                   | $6.414.960   |
| 9 agosto 2009     | Zagabria             | Croazia       | Stadio Maksimir               | 1 ; 8              | 124.102 / 124.102                 | $12.700.784  |
| 10 agosto 2009    | Zagabria             | Croazia       | Stadio Maksimir               | 1 ; 8              | 124.102 / 124.102                 | $12.700.784  |
| 14 agosto 2009    | Londra               | Regno Unito   | Stadio di Wembley             | 9 ; 8              | 164.244 / 164.244                 | $20.680.860  |
| 15 agosto 2009    | Londra               | Regno Unito   | Stadio di Wembley             | 3 ; 8              | 164.244 / 164.244                 | $20.680.860  |
| 18 agosto 2009    | Glasgow              | Regno Unito   | Hampden Park                  | 3 ; 8              | 50.917 / 50.917                   | $5.290.103   |
| 20 agosto 2009    | Sheffield            | Regno Unito   | Don Valley Stadium            | 9 ; 8              | 49.955 / 49.955                   | $5.147.896   |
| 22 agosto 2009    | Cardiff              | Regno Unito   | Millennium Stadium            | 3 ; 8              | 66.538 / 66.538                   | $7.041.576   |
| Nord America      |                      |               |                               |                    |                                   |              |
| 12 settembre 2009 | Chicago              | Stati Uniti   | Soldier Field                 | 1                  | 135.872 / 135.872                 | $13.860.480  |
| 13 settembre 2009 | Chicago              | Stati Uniti   | Soldier Field                 | 1                  | 135.872 / 135.872                 | $13.860.480  |
| 16 settembre 2009 | Toronto              | Canada        | Rogers Centre                 | 1                  | 115.411 / 115.411                 | $9.571.672   |
| 17 settembre 2009 | Toronto              | Canada        | Rogers Centre                 | 1                  | 115.411 / 115.411                 | $9.571.672   |
| 20 settembre 2009 | Foxborough           | Stati Uniti   | Gillette Stadium              | 1                  | 138.805 / 138.805                 | $12.859.778  |
| 21 settembre 2009 | Foxborough           | Stati Uniti   | Gillette Stadium              | 1                  | 138.805 / 138.805                 | $12.859.778  |
| 23 settembre 2009 | East Rutherford      | Stati Uniti   | Giants Stadium                | 10                 | 161.810 / 161.810                 | $16.128.950  |
| 24 settembre 2009 | East Rutherford      | Stati Uniti   | Giants Stadium                | 10                 | 161.810 / 161.810                 | $16.128.950  |
| 29 settembre 2009 | Landover             | Stati Uniti   | FedExField                    | 10                 | 84.754 / 84.754                   | $6.718.315   |
| 1º ottobre 2009   | Charlottesville      | Stati Uniti   | Scott Stadium                 | 10                 | 52.433 / 52.433                   | $4.738.695   |
| 3 ottobre 2009    | Raleigh              | Stati Uniti   | Carter-Finley Stadium         | 10                 | 55.027 / 55.027                   | $4.962.240   |
| 6 ottobre 2009    | Atlanta              | Stati Uniti   | Georgia Dome                  | 10                 | 61.419 / 61.419                   | $5.746.430   |
| 9 ottobre 2009    | Tampa                | Stati Uniti   | Raymond James Stadium         | 10                 | 72.688 / 72.688                   | $6.399.375   |
| 12 ottobre 2009   | Arlington            | Stati Uniti   | Cowboys Stadium               | 10                 | 70.766 / 70.766                   | $6.664.880   |
| 14 ottobre 2009   | Houston              | Stati Uniti   | Reliant Stadium               | 10                 | 58.328 / 58.328                   | $5.985.101   |
| 18 ottobre 2009   | Norman               | Stati Uniti   | Oklahoma Memorial Stadium     | 11                 | 50.951 / 50.951                   | $4.395.085   |
| 20 ottobre 2009   | Glendale             | Stati Uniti   | University of Phoenix Stadium | 11                 | 50.775 / 50.775                   | $4.912.050   |
| 23 ottobre 2009   | Whitney              | Stati Uniti   | Sam Boyd Stadium              | 11                 | 42.213 / 42.213                   | $4.641.280   |
| 25 ottobre 2009   | Pasadena             | Stati Uniti   | Rose Bowl                     | 11                 | 97.014 / 97.014                   | $9.960.036   |
| 28 ottobre 2009   | Vancouver            | Canada        | BC Place                      | 11                 | 63.802 / 63.802                   | $5.748.919   |
| Europa            |                      |               |                               |                    |                                   |              |
| 6 agosto 2010     | Torino               | Italia        | Stadio Olimpico Grande Torino | 12                 | 42.441 / 42.441                   | $3.944.452   |
| 10 agosto 2010    | Francoforte sul Meno | Germania      | Commerzbank-Arena             | 12                 | 53.825 / 53.825                   | $5.544.868   |
| 12 agosto 2010    | Hannover             | Germania      | AWD Arena                     | 12                 | 56.494 / 56.494                   | $4.967.381   |
| 15 agosto 2010    | Horsens              | Danimarca     | CASA Arena Horsens            | 1                  | 69.886 / 69.886                   | $7.809.611   |
| 16 agosto 2010    | Horsens              | Danimarca     | CASA Arena Horsens            | 1                  | 69.886 / 69.886                   | $7.809.611   |
| 20 agosto 2010    | Helsinki             | Finlandia     | Stadio olimpico di Helsinki   | 13                 | 106.360 / 106.360                 | $10.642.517  |
| 21 agosto 2010    | Helsinki             | Finlandia     | Stadio olimpico di Helsinki   | 13                 | 106.360 / 106.360                 | $10.642.517  |
| 25 agosto 2010    | Mosca                | Russia        | Stadio Lužniki                | 1                  | 60.496 / 60.496                   | $7.986.534   |
| 30 agosto 2010    | Vienna               | Austria       | Stadio Ernst Happel           | 14                 | 69.253 / 69.253                   | $6.866.065   |
| 3 settembre 2010  | Atene                | Grecia        | Stadio olimpico Spyros Louīs  | 1 ; 15             | 82.622 / 82.622                   | $7.321.356   |
| 6 settembre 2010  | Istanbul             | Turchia       | Stadio olimpico Atatürk       | 1                  | 54.278 / 54.278                   | $3.775.662   |
| 11 settembre 2010 | Zurigo               | Svizzera      | Letzigrund                    | 14                 | 90.349 / 90.349                   | $9.152.209   |
| 12 settembre 2010 | Zurigo               | Svizzera      | Letzigrund                    | 14                 | 90.349 / 90.349                   | $9.152.209   |
| 15 settembre 2010 | Monaco di Baviera    | Germania      | Stadio Olimpico               | 14                 | 76.150 / 76.150                   | $7.624.367   |
| 18 settembre 2010 | Saint-Denis          | Francia       | Stade de France               | 16                 | 96.540 / 96.540                   | $10.175.248  |
| 22 settembre 2010 | Bruxelles            | Belgio        | Stadio Re Baldovino           | 16                 | 144.338 / 144.338                 | $15.074.746  |
| 23 settembre 2010 | Bruxelles            | Belgio        | Stadio Re Baldovino           | 16                 | 144.338 / 144.338                 | $15.074.746  |
| 26 settembre 2010 | San Sebastián        | Spagna        | Stadio municipale di Anoeta   | 16                 | 47.721 / 47.721                   | $4.956.464   |
| 30 settembre 2010 | Siviglia             | Spagna        | Stadio de la Cartuja          | 16                 | 76.159 / 76.159                   | $7.519.534   |
| 2 ottobre 2010    | Coimbra              | Portogallo    | Stadio Città di Coimbra       | 16                 | 109.985 / 109.985                 | $9.925.611   |
| 3 ottobre 2010    | Coimbra              | Portogallo    | Stadio Città di Coimbra       | 16                 | 109.985 / 109.985                 | $9.925.611   |
| 8 ottobre 2010    | Roma                 | Italia        | Stadio Olimpico               | 16                 | 75.847 / 75.847                   | $8.215.742   |
| Oceania           |                      |               |                               |                    |                                   |              |
| 25 novembre 2010  | Auckland             | Nuova Zelanda | Mount Smart Stadium           | 17                 | 93.519 / 93.519                   | $8.819.418   |
| 26 novembre 2010  | Auckland             | Nuova Zelanda | Mount Smart Stadium           | 17                 | 93.519 / 93.519                   | $8.819.418   |
| 1º dicembre 2010  | Melbourne            | Australia     | Etihad Stadium                | 17                 | 105.312 / 105.312                 | $13.460.407  |
| 3 dicembre 2010   | Melbourne            | Australia     | Etihad Stadium                | 17                 | 105.312 / 105.312                 | $13.460.407  |
| 8 dicembre 2010   | Brisbane             | Australia     | Suncorp Stadium               | 17                 | 85.745 / 85.745                   | $11.031.839  |
| 9 dicembre 2010   | Brisbane             | Australia     | Suncorp Stadium               | 17                 | 85.745 / 85.745                   | $11.031.839  |
| 13 dicembre 2010  | Sydney               | Australia     | ANZ Stadium                   | 17                 | 107.155 / 107.155                 | $13.695.929  |
| 14 dicembre 2010  | Sydney               | Australia     | ANZ Stadium                   | 17                 | 107.155 / 107.155                 | $13.695.929  |
| 18 dicembre 2010  | Perth                | Australia     | Subiaco Oval                  | 17                 | 108.706 / 108.706                 | $13.910.989  |
| 19 dicembre 2010  | Perth                | Australia     | Subiaco Oval                  | 17                 | 108.706 / 108.706                 | $13.910.989  |
| Africa            |                      |               |                               |                    |                                   |              |
| 13 febbraio 2011  | Johannesburg         | Sudafrica     | FNB Stadium                   | 18 ; 19            | 94.232 / 94.232                   | $9.433.051   |
| 18 febbraio 2011  | Città del Capo       | Sudafrica     | Cape Town Stadium             | 18 ; 19            | 72.532 / 72.532                   | $6.107.754   |
| Sud America       |                      |               |                               |                    |                                   |              |
| 25 marzo 2011     | Santiago del Cile    | Cile          | Stadio nazionale              | 10                 | 77.765 / 77.765                   | $7.550.446   |
| 30 marzo 2011     | La Plata             | Argentina     | Stadio Città di La Plata      | 10                 | 172.029 / 172.029                 | $20.550.302  |
| 2 aprile 2011     | La Plata             | Argentina     | Stadio Città di La Plata      | 10                 | 172.029 / 172.029                 | $20.550.302  |
| 3 aprile 2011     | La Plata             | Argentina     | Stadio Città di La Plata      | 10                 | 172.029 / 172.029                 | $20.550.302  |
| 9 aprile 2011     | San Paolo            | Brasile       | Stadio Morumbi                | 10                 | 269.491 / 269.491                 | $32.754.065  |
| 10 aprile 2011    | San Paolo            | Brasile       | Stadio Morumbi                | 10                 | 269.491 / 269.491                 | $32.754.065  |
| 13 aprile 2011    | San Paolo            | Brasile       | Stadio Morumbi                | 10                 | 269.491 / 269.491                 | $32.754.065  |
| Nord America      |                      |               |                               |                    |                                   |              |
| 11 maggio 2011    | Città del Messico    | Messico       | Stadio Azteca                 | 1                  | 282.978 / 282.978                 | $22.866.542  |
| 14 maggio 2011    | Città del Messico    | Messico       | Stadio Azteca                 | 1                  | 282.978 / 282.978                 | $22.866.542  |
| 15 maggio 2011    | Città del Messico    | Messico       | Stadio Azteca                 | 1                  | 282.978 / 282.978                 | $22.866.542  |
| 21 maggio 2011    | Denver               | Stati Uniti   | Invesco Field at Mile High    | 20                 | 77.918 / 77.918                   | $6.663.410   |
| 24 maggio 2011    | Salt Lake City       | Stati Uniti   | Rice-Eccles Stadium           | 20                 | 47.710 / 47.710                   | $3.029.760   |
| 29 maggio 2011    | Winnipeg             | Canada        | Canad Inns Stadium            | 20                 | 47.190 / 47.190                   | $4.908.091   |
| 1º giugno 2011    | Edmonton             | Canada        | Stadio del Commonwealth       | 20                 | 66.835 / 66.835                   | $6.498.291   |
| 4 giugno 2011     | Seattle              | Stati Uniti   | Qwest Field                   | 21                 | 69.439 / 69.439                   | $6.118.785   |
| 7 giugno 2011     | Oakland              | Stati Uniti   | O.Co Coliseum                 | 21                 | 64.829 / 64.829                   | $6.075.895   |
| 17 giugno 2011    | Anaheim              | Stati Uniti   | Angel Stadium of Anaheim      | 21                 | 105.955 / 105.955                 | $10.790.140  |
| 18 giugno 2011    | Anaheim              | Stati Uniti   | Angel Stadium of Anaheim      | 21                 | 105.955 / 105.955                 | $10.790.140  |
| 22 giugno 2011    | Baltimora            | Stati Uniti   | M&T Bank Stadium              | 22                 | 74.557 / 74.557                   | $6.832.510   |
| 26 giugno 2011    | East Lansing         | Stati Uniti   | Spartan Stadium               | 22                 | 63.824 / 63.824                   | $5.064.980   |
| 29 giugno 2011    | Miami Gardens        | Stati Uniti   | Sun Life Stadium              | 22                 | 72.569 / 72.569                   | $6.799.670   |
| 2 luglio 2011     | Nashville            | Stati Uniti   | Vanderbilt Stadium            | 22                 | 46.857 / 46.857                   | $4.269.125   |
| 5 luglio 2011     | Chicago              | Stati Uniti   | Soldier Field                 | 16                 | 64.297 / 64.297                   | $5.786.335   |
| 8 luglio 2011     | Montréal             | Canada        | Ippodromo di Montréal         | 16                 | 162.466 / 162.466                 | $17.178.724  |
| 9 luglio 2011     | Montréal             | Canada        | Ippodromo di Montréal         | 16                 | 162.466 / 162.466                 | $17.178.724  |
| 11 luglio 2011    | Toronto              | Canada        | Rogers Centre                 | 16                 | 58.420 / 58.420                   | $6.856.131   |
| 14 luglio 2011    | Filadelfia           | Stati Uniti   | Lincoln Financial Field       | 16                 | 72.389 / 72.389                   | $6.536.230   |
| 17 luglio 2011    | Saint Louis          | Stati Uniti   | Busch Stadium                 | 16                 | 52.273 / 52.273                   | $4.423.395   |
| 20 luglio 2011    | East Rutherford      | Stati Uniti   | New Meadowlands Stadium       | 16                 | 88.491 / 88.491                   | $8.927.150   |
| 23 luglio 2011    | Minneapolis          | Stati Uniti   | TCF Bank Stadium              | 16                 | 59.843 / 59.843                   | $5.163.440   |
| 26 luglio 2011    | Pittsburgh           | Stati Uniti   | Heinz Field                   | 16                 | 55.823 / 55.823                   | $5.050.730   |
| 30 luglio 2011    | Moncton              | Canada        | Magnetic Hill Concert Site    | 23 ; 24            | 66.823 / 66.823                   | $6.127.953   |
| Totale            | Totale               | Totale        | Totale                        | Totale             | 7.272.046 / 7.272.046 (100%)      | $736.421.584 |

## Riconoscimenti
- Billboard - Billboard's Top Tours (1º posto)